# Nasipit
Nasipit est une municipalité de la province d'Agusan del Norte, aux Philippines.